# سرکه چوب
سرکه چوب مایعی تیره رنگ است که از حرارت دادن انواع سلولز و چوب در محیطی بسته و بدون هوا در جریان تولید کربن یا زغال به دست می‌آید. اسید چوب، دود مایع و اسیدپیرولیجینوس دیگر نام های این محصول است.

## ماده اولیه
ماده اولیه تولید این محصول انواع سلولز و بقایای گیاهی و جانوری است. تنوع بسیار زیاد این مواد پیچیدگی تولید سرکه چوب را بالا می برد. 

## تولید
طی فرآیندی به نام پیرولیز که در واقع سوختن در محیط خلا هست و به سوختن بدون اکسیژن یا سوختن ناقص نیز نامیده می شود تولید می گردد. فاکتور های دما، فشار، زمان و نوع ماده اولیه در تولید سرکه چوب حائز اهمیت است.

## سرکه چوب دروغین
کارگاه های تولید ذغال زیادی در سرتاسر کشور وجود دارد. بعضی از این کارگاه ها برای کنترل دود و آلودگی اقدام به جمع آوری دود و سوزاندن آن و یا پاشیدن آب به روی آن می کنند. در این فرایند ترکیبی مایع بوجود می آید که ممکن است سرکه چوب خوانده شود. این ترکیب که به رنگ زرد تا قهوه ای متغیر است بوی دود دارد و گاهی اوقات با سرکه چوب اشتباه گرفته می شود اما در واقع سرکه چوب دروغین است.

## مواد اصلی تشکیل دهنده سرکه چوب
مواد اصلی تشکیل دهنده سرکه چوب اسید استیک، استون و متانول است. ۸۰ تا ۹۰ درصد سرکه چوب را آب تشکیل می‌دهد و به علاوه آن ۲۰۰ترکیب آلی مختلف در سرکه چوب یافت می‌شود. قبلاً از سرکه چوب به صورت صنعتی برای تولید اسید استیک استفاده می‌شد.

## مصارف مختلف سرکه چوب
تولید داروهای مختلف دامی (دود مایع برای زنبور عسل، انگل کش دام…)/ انسانی (مانند پدهای چسب دار کف پا که کثیفی خون را جذب می‌کنند…)/گیاهی
تولید طعم دهنده‌های غذایی/دود دادن مواد غذایی (گوشتها، برنج …)
تولید مواد نگهدارنده غذایی (با دود دادن یا تصفیه و پالایش و مصرف با مالیدن روی میوه‌ها و خوراکی‌ها جهت دوام آنها…)/قطعات و لوازم مانند چوب مبل و …
تولید کودها
تولید سموم دفع آفات نباتی
تولید مواد آرایشی و لوسیون زیبایی و موم پایه آرایشی
تولید مواد شیمیایی مختلف مانند اسانس سیب/ فورفورال/سرکه سفید/ترکیبات فنلیک/اسانسها/متانول/اتانول/....